# Cucina basca

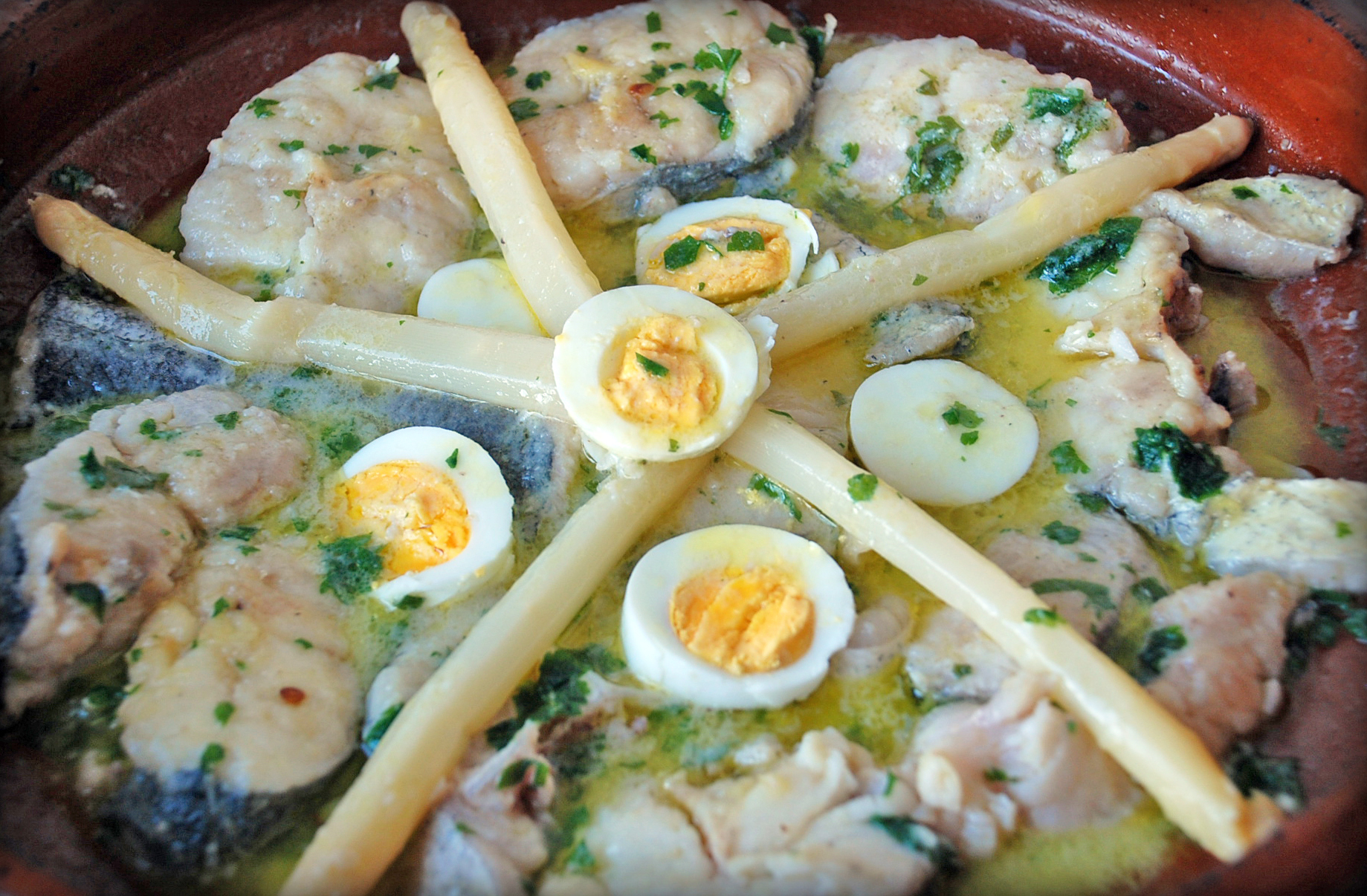
Merluza a la Koskera, conosciuto anche come Merluzzo in salsa verde

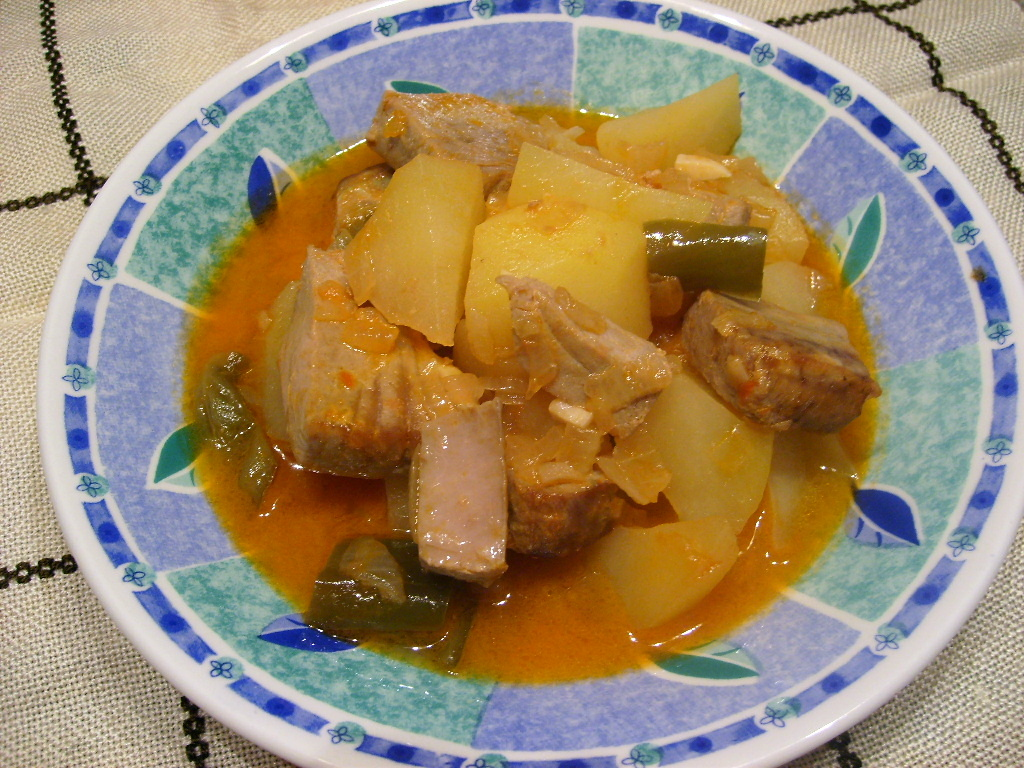
Piatto di marmitako di bonito.

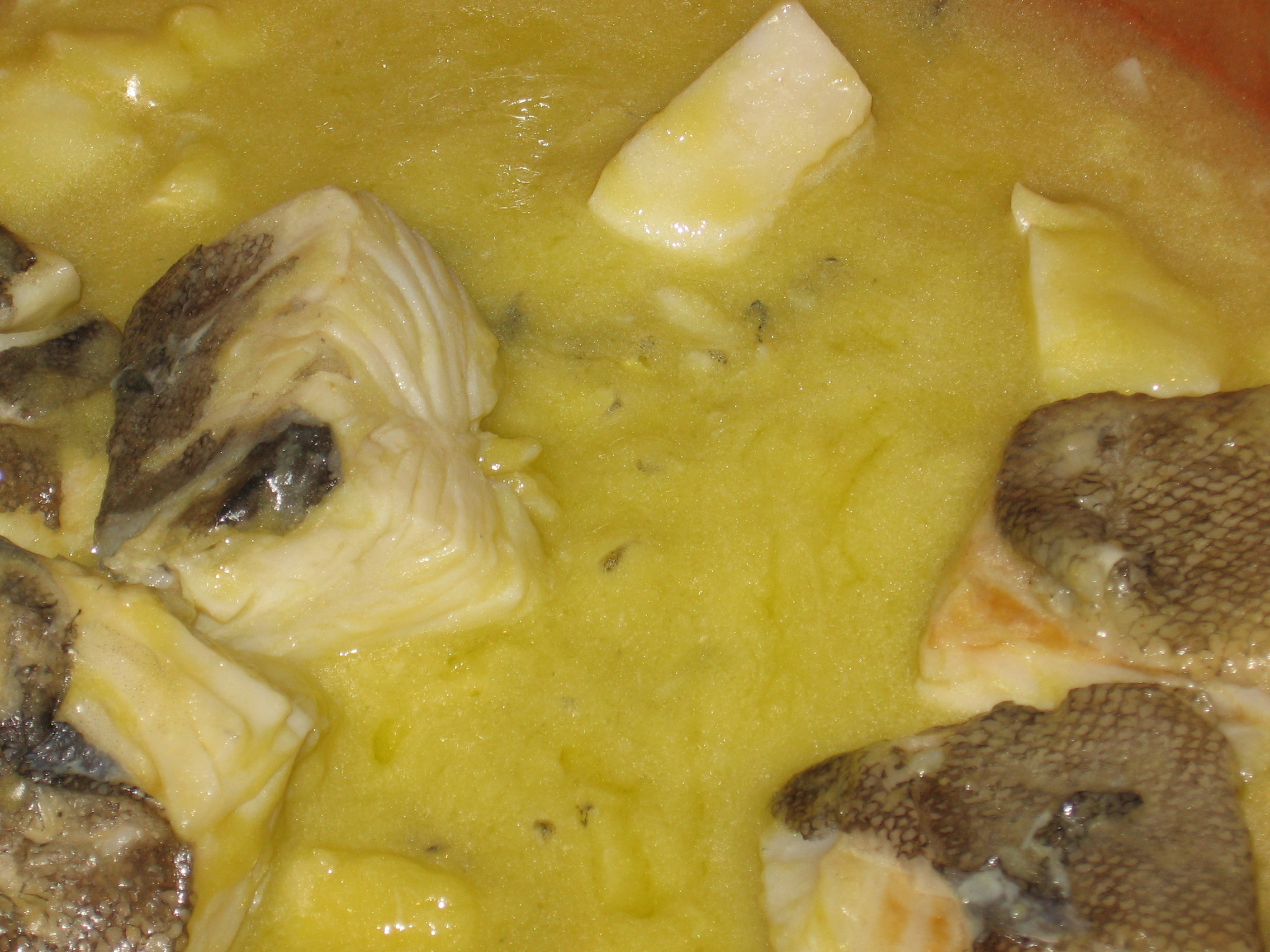
Baccalà aò pil-pil.

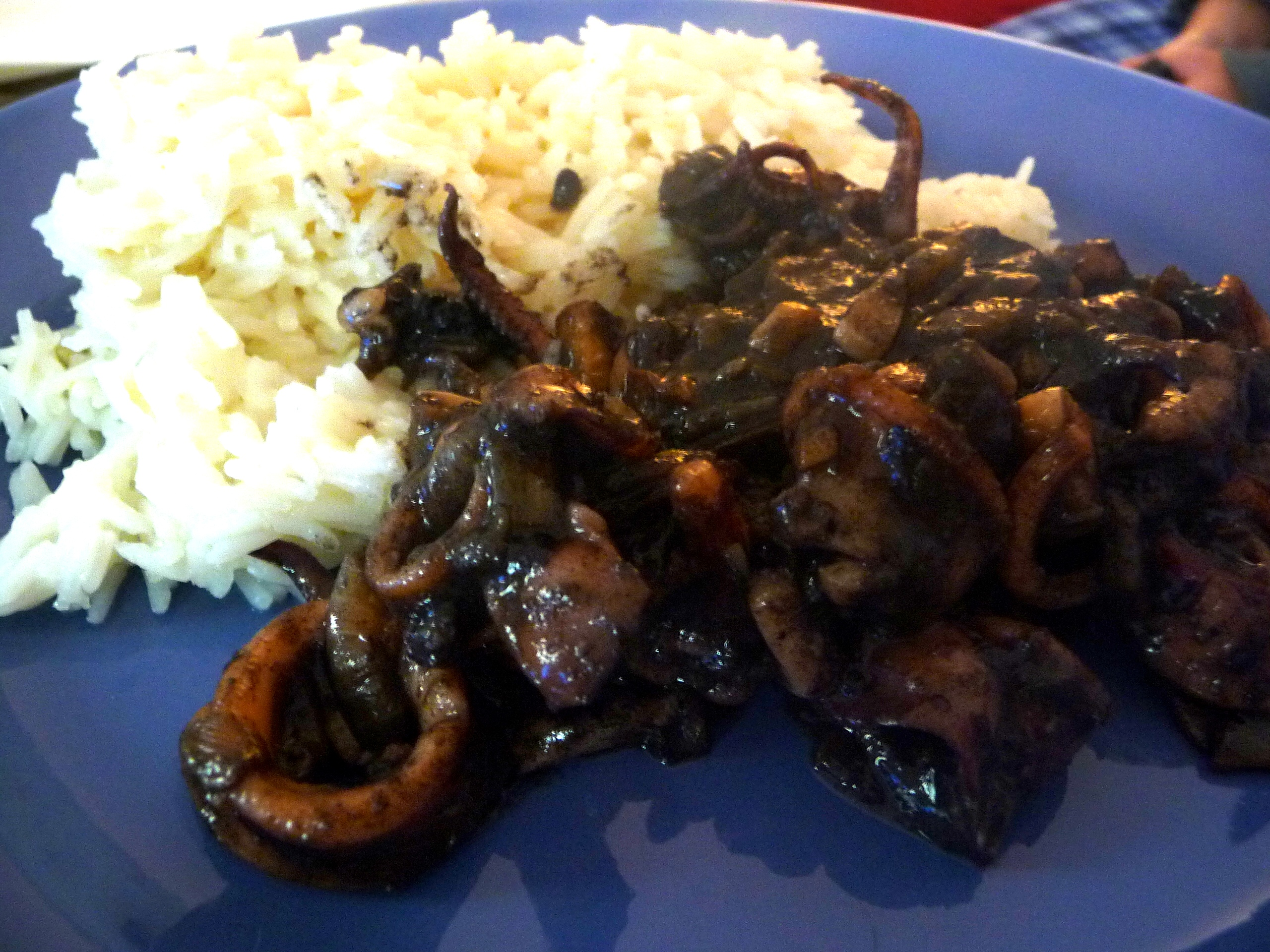
Calamares en su tinta

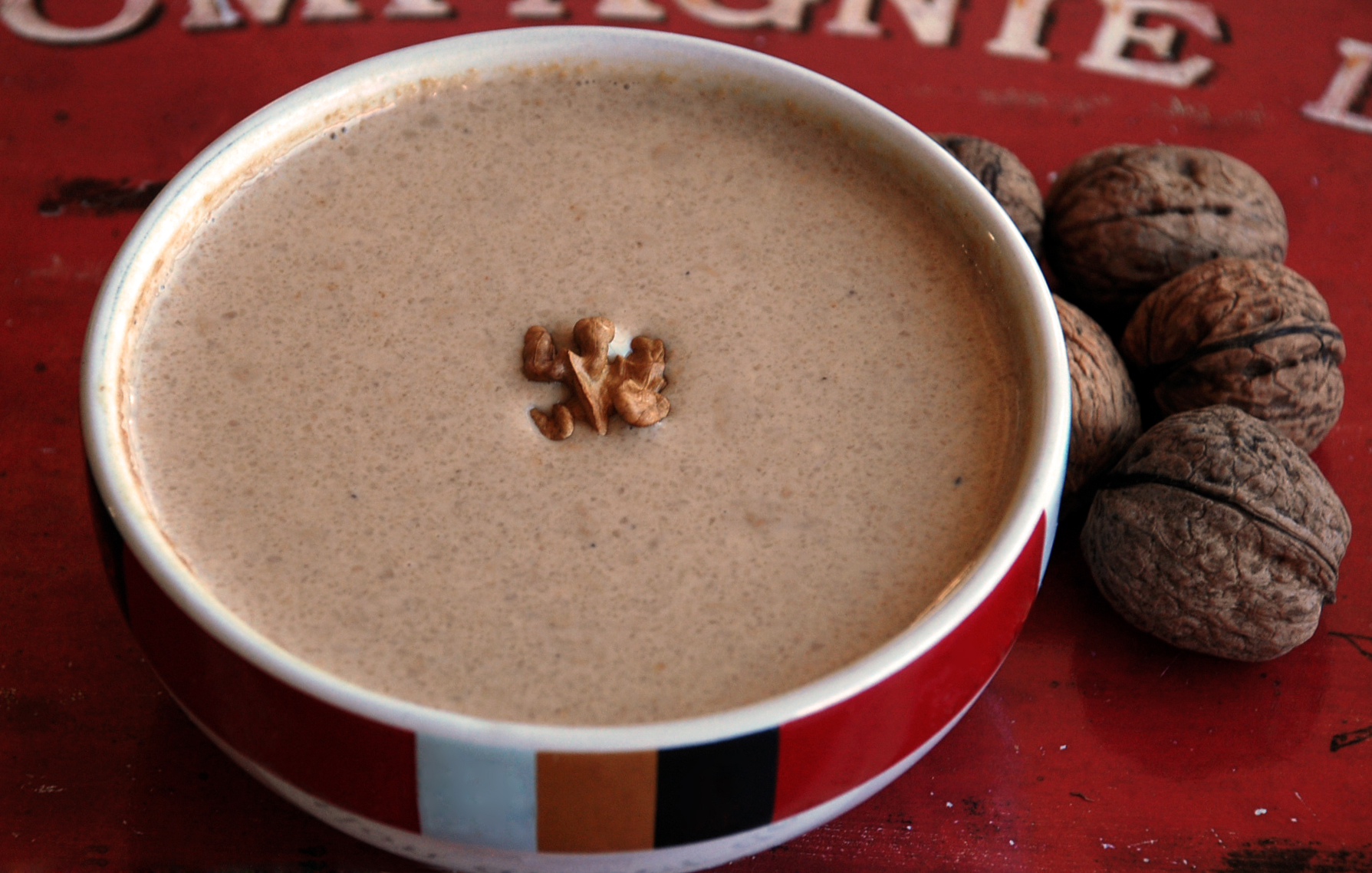
Intxaursaltsa. Dolce dipico basco a base di noci, latte, cannella e zucchero

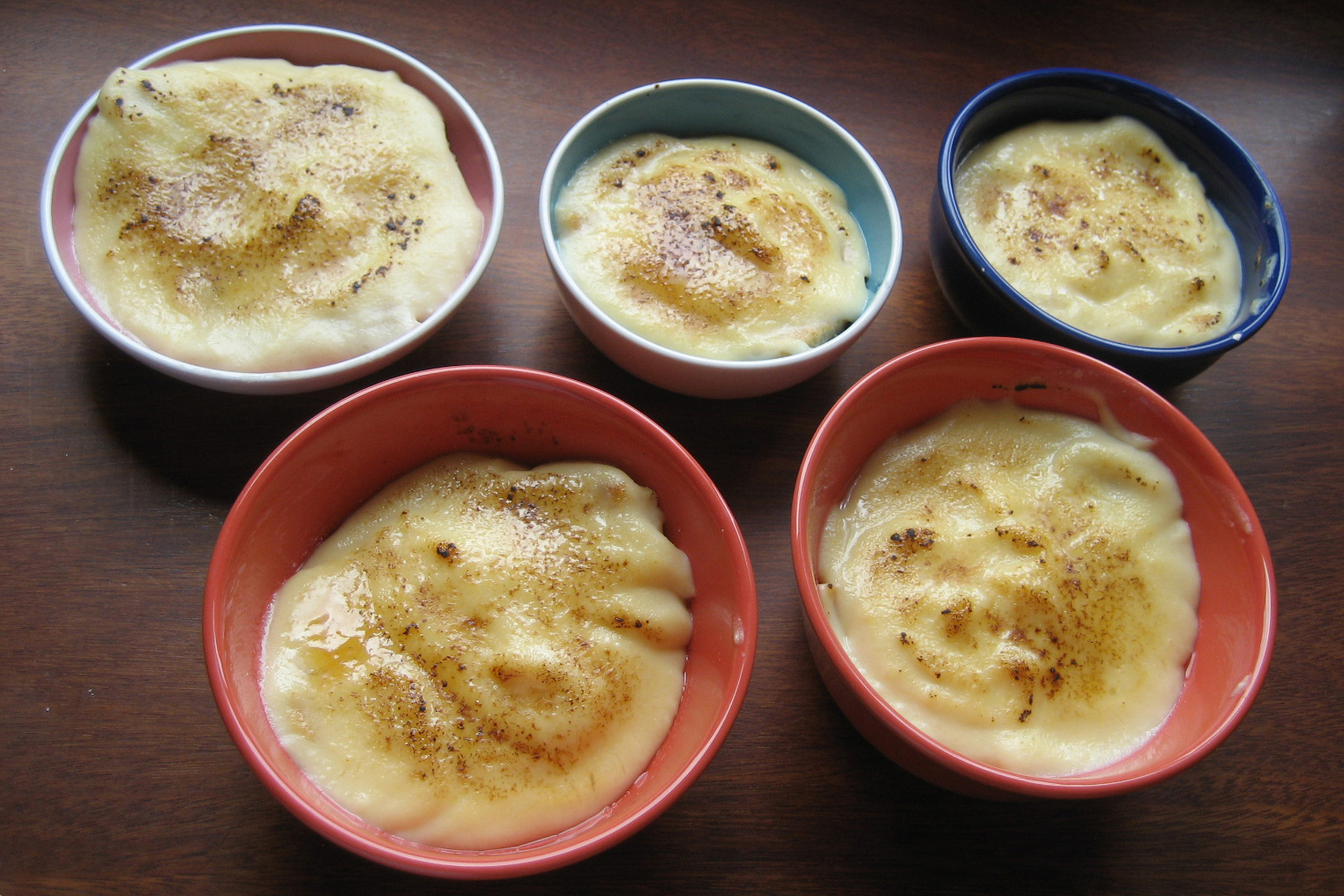
Goxua.

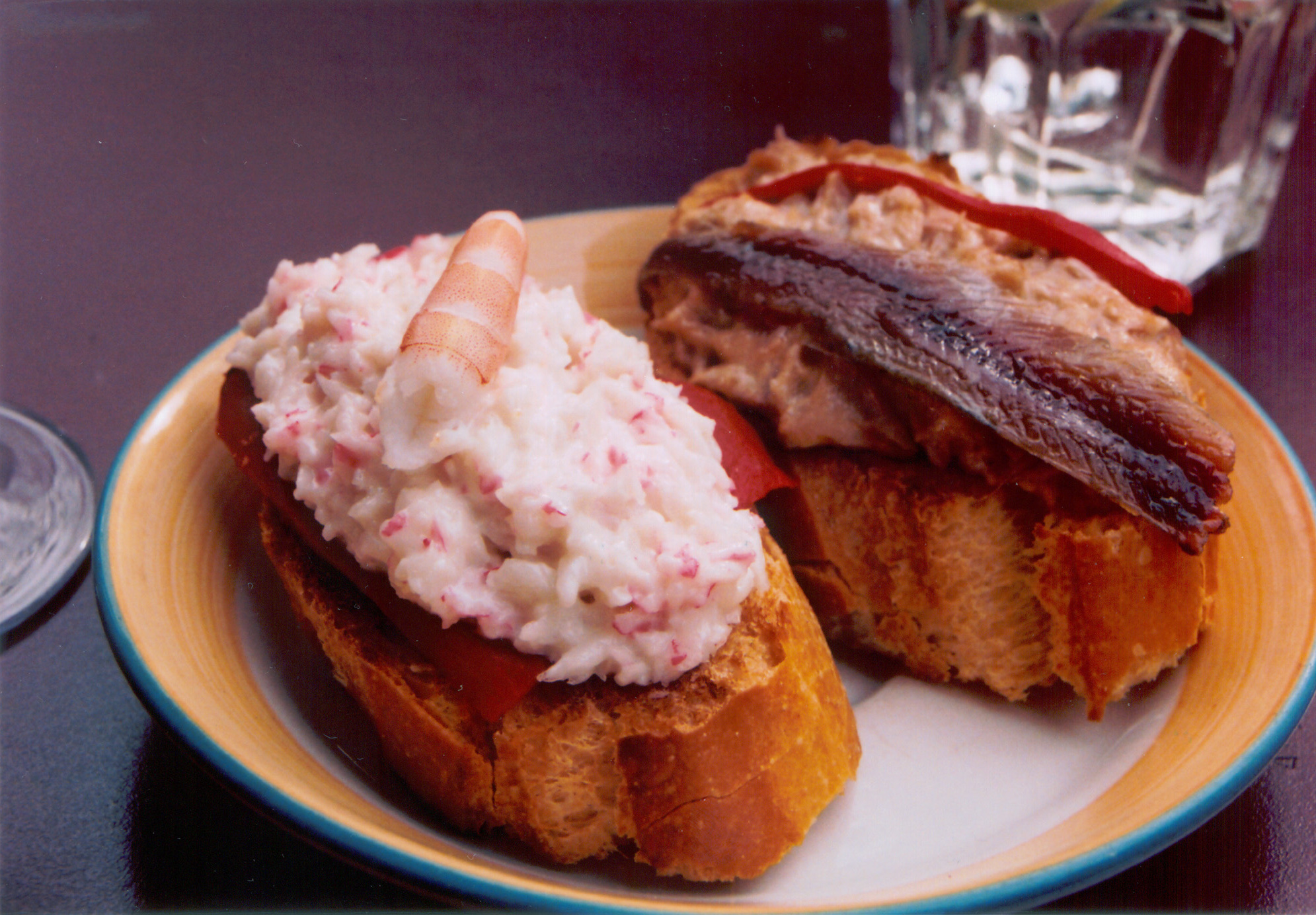
I tradizionali pincho

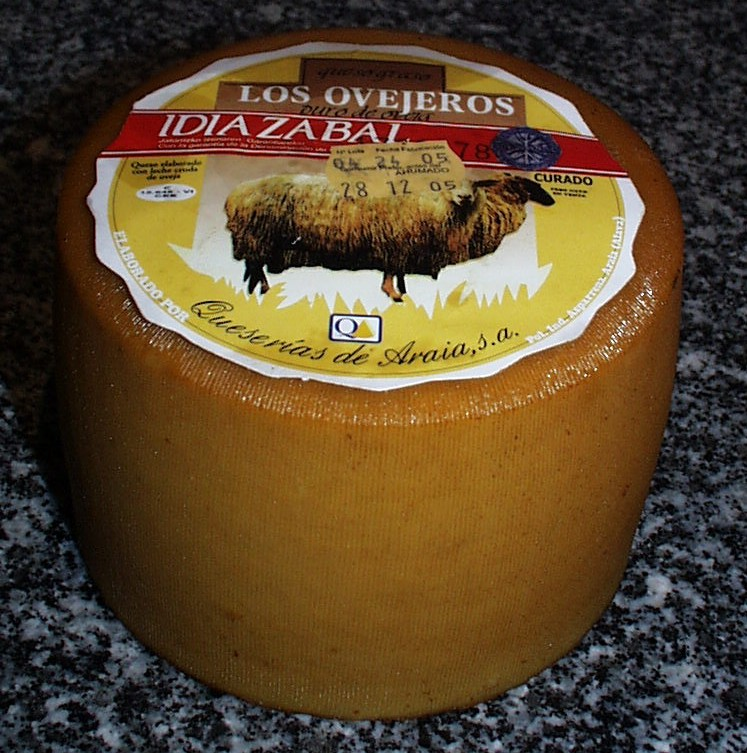
Formaggio Idiazabal.

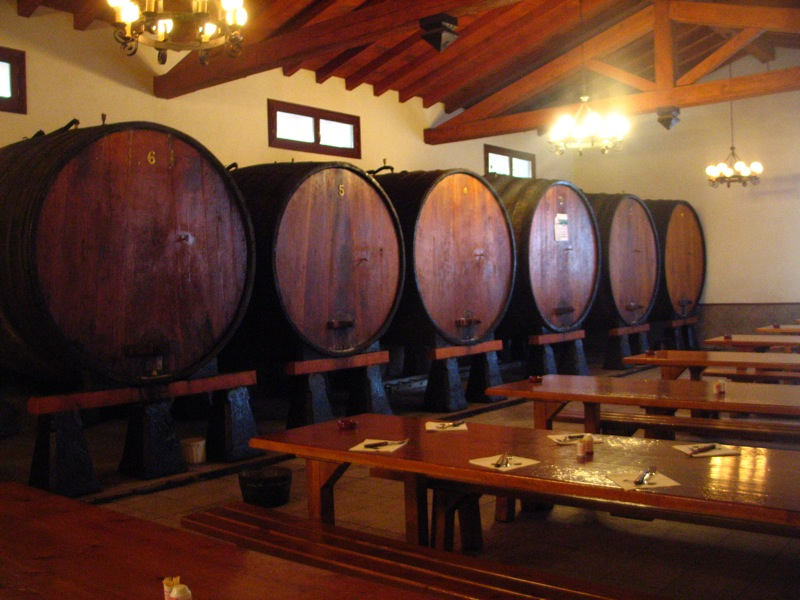
Sagardotegi o sidrería.

La cucina basca è l'insieme dei piatti tradizionali gastronomici e delle ricette culinarie del Paese Basco, a cavallo tra Spagna (comunità autonome di Navarra e Paesi Baschi) e Francia (Iparralde).
I Paesi Baschi spagnoli sono la regione della penisola iberica con più stelle Michelin e possiedono inoltre diverse scuole di cucina.

## Pesce
Ingredienti per 4 persone: 1 kg di tonno bianco 2 peperoni rossi tipo morrón cotti al forno, pelati Olio d’oliva 2 peperoni verdi 2 pomodori 2 cipolle 1 kg di patate
Preparazione
Si tolgono la pelle e le spine del tonno bianco e si mette da parte. In una casseruola, con un po’ d’acqua, si cuociono le spine. Si taglia la cipolla a pezzettini, il peperone verde a striscioline e si pela e si taglia in pomodoro a pezzi molto piccoli. Si mette tutto in una casseruola sul fuoco, con un po' d'olio. Si aggiungono le patate tagliate a pezzi di media grandezza e si copre con il brodo ottenuto dalla cottura delle spine. Si può aggiungere più acqua se è necessario. Si tagliano a pezzi i peperoni rossi e si passano nel passaverdura, lasciandoli cadere sopra alle patate. Quando sono quasi pronte, si mettono sopra alle patate i pezzi di tonno bianco e si copre la casseruola, in modo che le patate e il tonno finiscano di cuocersi.

## Bevande tradizionali
- Kalimotxo.
- Txakoli.
- Irulegi, (Irouléguy) vino.
- Sidra del País Vasco (sagardoa).
- Pacharán, liquore dolce ottenuto dalla macerazione della prugna selvatica, aromatizzata con anice e altre spezie.
- Izarra, liquore.
- Pili, liquore della radice di mandragola.
- Bambus, bevanda alcolica a base di vino rosso e cola.